# Live at the Roxy (Bob Marley & The Wailers)
Live at the Roxy is een livealbum van de Jamaicaanse reggaegroep Bob Marley & The Wailers, uitgebracht in 2003. Het album bevat een volledig concert, opgenomen op 26 mei 1976 in The Roxy Theatre in West Hollywood, Californië, tijdens de tournee Rastaman Vibration.
Dit concert was oorspronkelijk rechtstreeks uitgezonden door het radiostation KMET in Los Angeles. Door deze uitzending verschenen er veel bootlegs van het album voordat de officiële uitgave in 2003 uitkwam. De eerste cd was echter al eerder uitgebracht als bonus-cd voor Rastaman Vibration: Deluxe Edition. Alleen de twee nummers op de tweede cd waren nog niet eerder verschenen.

## Nummers
| Nr. | Titel                             | Duur |
| --- | --------------------------------- | ---- |
| 1.  | Introduction                      | 0:38 |
| 2.  | Trenchtown Rock                   | 4:55 |
| 3.  | Burnin' and Lootin'               | 4:53 |
| 4.  | Them Belly Full (But We Hungry)   | 4:12 |
| 5.  | Rebel Music (3 O'Clock Roadblock) | 5:54 |
| 6.  | I Shot the Sheriff                | 6:27 |
| 7.  | Want More                         | 6:55 |
| 8.  | No Woman, No Cry                  | 5:18 |
| 9.  | Lively Up Yourself                | 5:44 |
| 10. | Roots, Rock, Reggae               | 5:32 |
| 11. | Rat Race                          | 7:46 |

| Nr. | Titel                                    | Duur  |
| --- | ---------------------------------------- | ----- |
| 1.  | Positive Vibration                       | 3:56  |
| 2.  | Get Up, Stand Up / No More Trouble / War | 23:58 |

Bob Marley · Junior Braithwaite · Beverley Kelso · Bunny Wailer · Peter Tosh · Cherry Smith · Constantine "Vision" Walker · Earl "Chinna" Smith · Aston Barrett · Joe Higgs · Earl Lindo · Carlton Barrett · Al Anderson · Alvin Patterson · Junior Marvin · Donald Kinsey · Tyrone Downie · I Threes (Rita Marley · Marcia Griffiths · Judy Mowatt)